# باربارا موری
باربارا موری (انگلیسی: barbara Mori؛ زادهٔ ۲ فوریهٔ ۱۹۷۸) یک هنرپیشه، و مانکن اهل مکزیک است.
او در فیلم‌هایی مثل ۱ دقیقه و ربات‌ها بازی کرده‌است.